# غاو ميونيخ-بافاريا العليا
غاو ميونيخ-بافاريا العليا كان قسمًا إداريًا لألمانيا النازية في بافاريا العليا من عام 1933 إلى عام 1945. من عام 1926 إلى عام 1933، كان التقسيم الإقليمي للحزب النازي في تلك المنطقة.

## التاريخ

### إنشاءالغاوداخل الحزب
تم إنشاء نظام نازي الغاو في الأصل في مؤتمر حزبي في 22 مايو 1926،  أجل تحسين إدارة هيكل الحزب. في المراحل المبكرة، تذبذبت حدود وقادة هذه الغاوات بشكل متكرر، ويرجع ذلك أساسًا إلى الصراعات الداخلية على السلطة.  كانت غاو ميونيخ - بافاريا العليا، في معظمها، متطابقة مع Regierungsbezirk بافاريا العليا اليوم، التي تعتبر ميونيخ عاصمة لها.

### غاومن عام 1926 إلى عام 1933
ال Gau Munich-Upper Bavaria جاء تحت قيادة أدولف فاغنر في 1 نوفمبر 1929،  عندما تم إضفاء الطابع الرسمي على نظام الغاو في بافاريا، وبقي تحت سيطرته حتى وفاته في عام 1944. كان غاو في الواقع اندماجًا بين غاو مينوخ المنفصل سابقًا وبافاريا العليا. حتى عام 1930، كان هتلر يرى بافاريا، باعتبارها قلب الحركة النازية في عشرينيات القرن العشرين، عالمه الشخصي، ويسمى Gaue المحلي بشكل عام Untergaue (الإنجليزية: Sub-Gaue )، لإظهار اعتمادهم على رأس الحزب. فقط عندما تحولت طموحات هتلر إلى القومية، تضاءل اهتمامه بالشؤون البافارية.  مع نهاية الصراع الداخلي على السلطة، تم إنشاء الغاوات الستة التالية في بافاريا: 
- غاو شوابيا
- Gau München-Oberbayern
- غاو ماينفرانكين
- غاو البافاري أوستمارك
- جاو فرانكن
- غاو ويستمارك